# Philip K. Chapman
Philip Kenyon Chapman (Melbourne, 1935. március 5. – Scottsdale, Arizona, 2021. április 5.) ausztrál-amerikai űrhajós. 1967-ben szerzett amerikai állampolgárságot.

## Életpálya
1953–1955 között a Royal Australian Air Force Reserve keretében katonaként szolgált. 1956-ban az University of Sydney keretében fizikából- és matematikából szerzett diplomát. 1957-től 15 hónapot töltött az Antarktiszon az Ausztrál Nemzeti Antarktisz Kutató expedíció (ANARE) fizikusaként. 1960–1961 között a kanadai Aviation Electronics Limited Dorval (Québec) elektro- optikai mérnöke. 1964-ben Massachusetts Institute of Technology (MIT) keretében doktorált (PhD.).
1967. augusztus 4-től a Lyndon B. Johnson Űrközpontban részesült kiképzésben. Űrhajós pályafutását 1972. júliusában fejezte be, nem értett egyet az űrrepülőgép építési programmal. Az 1980-as években támogatta a kereskedelmi jellegű űrtevékenységeket (termékek, szolgáltatások végzése a világűrben). Aktívan részt vett a NASA/United States Department of Energy (DOE) SPS Fejlesztési koncepció és Értékelési Program (CDEP) támogatásában. Elnöke a National Space Society (NSS) társadalmi szervezetnek. Tagja az amerikai elnökök űrkutatással kapcsolatos kérdéseket vizsgáló bizottságának. Támogatta Ronald Reagan ballisztikus rakéták elleni védelmi rendszerét. 1989–1994 között az Echo Canyon Software (Boston) elnöke. 1998-ban vezető kutatója Rotary Rocket (San Mateo) szervezetnek.